# Stenorrhachus walkeri
Stenorrhachus walkeri là một loài côn trùng trong họ Nemopteridae thuộc bộ Neuroptera. Loài này được McLachlan miêu tả năm 1885.